# Шохор-Троцкий, Семён Ильич
Семён Ильич Шо́хор-Тро́цкий (2 [14] января 1853, Каменец-Подольский — 12 марта 1923, Ленинград) — российский педагог, математик-методист, профессор (1918).

## Биография
Родился в Каменец-Подольском 2 (14) января 1853 года в семье публициста и журналиста, деятеля еврейского просвещения Ильи (Иоиля) Марковича Шохор-Троцкого (1830—1866).
После окончания Херсонской гимназии учился на физико-математическом факультете Новороссийского университета, Институте инженеров путей сообщения. В 1877 году уехал для завершения высшего образования в Германию, учился в Берлинском и Гейдельбергском университетах (1881).
С 1875 года в журнале «Семья и школа» поместил ряд работ по вопросам преподавания математики, выступая противником так называемой «методы изучения чисел», представителями которой были в России Паульсон, Воленс и Евтушевский. Печатался также в педагогических журналах: «Русская школа», «Народное образование», «Педагогический Сборник военно-учебных заведений», «Просвещение» и в «Физико-математическом ежегоднике» (М., 1902 и 1903).
Сдав экзамен на звание домашнего учителя (1887), преподавал в частных женских гимназиях M. H. Стоюниной и А. А. Оболенской, в женских институтах — Павловском, Александровском, Смольном; также — на педагогических курсах. За участие в декабрьской политической стачке в 1905 году был отстранён от преподавательской деятельности в Смольном и Александровском институтах. Читал методику преподавания математики на Педагогических курсах военно-учебного ведомства. Много раз руководил летними педагогическими курсами для народных учителей и учительниц.
Им был создан курс арифметики, построенный на основе целесообразно подобранных, постепенно усложняющихся задач («метод целесообразных задач»). Он также разработал методику обучения арифметике совместно с геометрией, способствовал внедрению в методику обучения математике индуктивно-лабораторного метода; дал глубокое обоснование принципа наглядности. Занимался также классификацией задач и методикой вычислений.

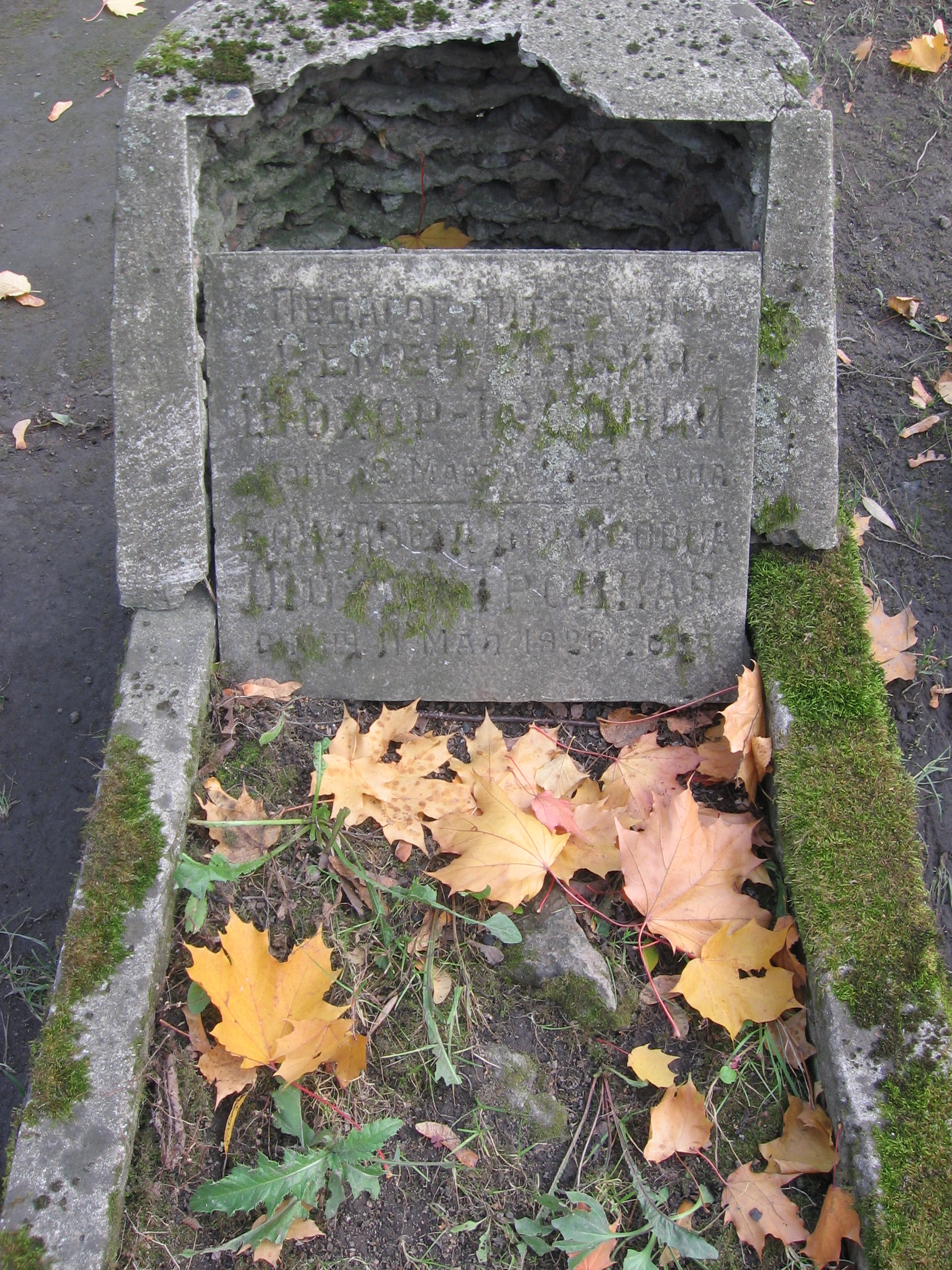
Надгробие С. И. Шорох-Троцкого на Литераторских мостках

Умер в Ленинграде 12 марта 1923 года.

## Семья
Сын — литературовед Константин Семёнович Шохор-Троцкий (1892—1937); его жена — Лидия Александровна Шохор-Троцкая (1912—1983) — библиограф;
Внучка — Марианна Константиновна Шохор-Троцкая (Бурлакова), педагог-дефектолог, логопед, автор научных трудов по коррекции речевых расстройств.